# Catàleg de flora amenaçada de Catalunya
La Llei de l’estat espanyol 42/2007, de 13 de desembre, del patrimoni natural i de la biodiversitat, estableix que les comunitats autònomes poden establir catàlegs d’espècies amenaçades i determinar les prohibicions i actuacions suplementàries que es considerin necessàries per a la seva preservació.
A l’empara d’aquesta llei es va aprovar el Decret 172/2008, de 26 d’agost, mitjançant el qual es va crear el Catàleg de flora amenaçada de Catalunya.
Aquests catàlegs necessàriament han d’anar evolucionant en el temps per adaptar-se al nou coneixement que es va obtenint sobre l’estat de la biodiversitat a Catalunya. Per això és va aprovar la RESOLUCIÓ AAM/732/2015, de 9 d'abril, que modifica la catalogació, descatalogació i canvi de categoria d'espècies i subespècies del Catàleg de flora amenaçada de Catalunya.
A la següent llista hi ha les plantes vasculars que consten al Catàleg de flora amenaçada de Catalunya aprovat en aquest moment. Els taxons que consten a l’annex 1 són considerades com a espècies i subespècies en perill d’extinció. L’annex 2 inclou a les espècies i subespècies catalogades com a vulnerables:
- Annex 1: Achillea maritima (L.) Ehrendorfer & Y.P. Guo subsp. maritima (Asteràcies)[nb 1]
- Annex 2: Alchemilla pentaphyllea L. (Rosàcies)
- Annex 2: Allium pyrenaicum Costa & Vayreda  (Al·liàcies)
- Annex 1: Anthericum ramosum L.  (Antericàcies)[nf 1]
- Annex 2: Antirrhinum pertegasii Rothm. (Escrofulariàcies)
- Annex 1: Aquilegia paui Font Quer (Ranunculàcies)
- Annex 2: Arabis nova Vill. subsp. iberica Rivas-Mart. ex Talavera  (Brassicàcies)[nb 1]
- Annex 2: Arabis soyeri Reut. & A. Huet subsp. soyeri (Brassicàcies)
- Annex 2: Arenaria conimbricensis Brot. subsp. viridis (Font Quer) Font Quer  (Cariofil·làcies)
- Annex 2: Arenaria fontqueri Cardona & J.M. Monts. subsp. cavanillesiana (Font Quer) Cardona & J.M. Monts.  (Cariofil·làcies)
- Annex 2: Arenaria marschlinsii W.D.J. Koch  (Cariofil·làcies)[nb 1]
- Annex 2: Arisarum simorrhinum Durieu  (Aràcies)
- Annex 2: Armeria fontqueri Pau  (Plumbaginàcies)
- Annex 2: Asplenium majoricum Litard.  (Aspleniàcies)[nb 1]
- Annex 1: Asplenium marinum L.  (Aspleniàcies)
- Annex 2: Asplenium obovatum Viv. subsp. obovatum  (Aspleniàcies)
- Annex 1: Asplenium sagittatum (DC.) Bange (Aspleniàcies)
- Annex 2: Asplenium seelosii Leybold subsp. catalaunicum (O. Bolòs & Vigo) P. Monts.  (Aspleniàcies)
- Annex 1: Asplenium trichomanes L. subsp inexpectans Lovis  (Aspleniàcies)[nb 1]
- Annex 2: Astragalus austriacus Jacq.  (Fabàcies)[nb 1]
- Annex 2: Astragalus penduliflorus Lam.  (Fabàcies)
- Annex 1: Atropa baetica Willk.  (Solanàcies)[nb 2]
- Annex 2: Berberis vulgaris L. subsp. seroi O. Bolòs & Vigo  (Berberidàcies)
- Annex 1: Botrychium matricariifollium A. Braun ex W.D.J. Koch  (Botriquiàcies)[nf 2]
- Annex 2: Bunium bulbocastanum L.  (Apiàcies)[nb 1]
- Annex 1: Butomus umbellatus L.  (Butomàcies)[nb 1]
- Annex 2: Callipeltis cucullaris (L.) DC.  (Rubiàcies)
- Annex 2: Callitriche platycarpa Kütz ex Rchb.  (Cal·litricàcies)
- Annex 2: Cardamine parviflora L.  (Brassicàcies)
- Annex 2: Carex brachystachys Schrank  (Ciperàcies)[nb 1]
- Annex 2: Carex brevicollis DC.  (Ciperàcies)[nb 1]
- Annex 1: Carex diandra Schrank  (Ciperàcies)[nb 1]
- Annex 2: Carex elata All. subsp. elata  (Ciperàcies)[nb 1]
- Annex 2: Carex lachenalii Schkuhr subsp. lachenalii  (Ciperàcies)[nb 1]
- Annex 2: Carex lasiocarpa Ehrh.  (Ciperàcies)
- Annex 2: Carex limosa L.  (Ciperàcies)
- Annex 2: Centaurea loscosii Willk.  (Asteràcies)[nb 1]
- Annex 2: Centaurea podospermifolia Loscos & J. Pardo  (Asteràcies)
- Annex 1: Centaurea tripontina López-Alvarado, L. Sáez, Filigheddu, Guardiola & Susanna  (Asteràcies)[nb 1]
- Annex 2: Centaurium favargeri Zeltner   (Gencianàcies)
- Annex 1: Ceratophyllum submersum L.  (Ceratofil·làcies)[nb 1]
- Annex 1: Cerinthe glabra Mill.  (Boraginàcies)
- Annex 2: Chamaebuxus vayredae (Costa) Willk.  (Poligalàcies)
- Annex 2: Chaenorhinum reyesii (C. Vicioso & Pau) Benedí  (Escrofulariàcies)
- Annex 1: Chrysosplenium alternifolium L.  (Saxifragàcies)
- Annex 2: Cicendia filiformis (L.) Delarbre  (Gencianàcies)[nb 1]
- Annex 2: Cistus populifolius L. subsp. populifolius  (Cistàcies)[nb 1]
- Annex 2: Cneorum tricoccon L.  (Cneoràcies)
- Annex 2: Cochlearia pyrenaica DC.  (Brassicàcies)
- Annex 2: Convolvulus siculus L.  (Convolvulàcies)[nb 1]
- Annex 1: Corallorhiza trifida Châtel.  (Orquidàcies)
- Annex 2: Cosentinia vellea (Aiton) Tod.  (Hemionitidàcies)[nf 2]
- Annex 1: Cypripedium calceolus L.  (Orquidàcies)
- Annex 1: Daphne alpina L.  (Timeleàcies)
- Annex 1: Delphinium bolosii C. Blanché & Molero  (Ranunculàcies)
- Annex 2: Delphinium montanum DC.  (Ranunculàcies)
- Annex 2: Diphasiastrum alpinum (L.) J. Holub  (Licopodiàcies)
- Annex 2: Draba fladnizensis Wulfen  (Brassicàcies)
- Annex 1: Dracocephalum austriacum L.  (Lamiàcies)
- Annex 2: Drosera intermedia Hayne  (Droseràcies)[nb 1]
- Annex 2: Drosera longifolia L.  (Droseràcies)
- Annex 2: Dryopteris mindshelkensis Pavlov  (Driopteridàcies)
- Annex 2: Dryopteris remota (A. Braun ex Dôll) Druce  (Driopteridàcies)
- Annex 1: Elatine alsinastrum L.  (Elatinàcies)[nb 2]
- Annex 2: Elatine brochonii Clavaud  (Elatinàcies)[nb 1]
- Annex 2: Elatine macropoda Guss.  (Elatinàcies)
- Annex 1: Epipogium aphyllum Sw.  (Orquidàcies)
- Annex 2: Equisetum fluviatile L.  (Equisetàcies)
- Annex 2: Erica tetralix L.  (Ericàcies)
- Annex 1: Erica vagans L.  (Ericàcies)
- Annex 2: Erodium celtibericum Pau (Geraniàcies)
- Annex 1: Erodium foetidum (L.) L’Hér. subsp. crispum (Lapeyr.) O. Bolòs & Vigo]  (Geraniàcies)
- Annex 2: Erodium lucidum Lapeyr.  (Geraniàcies)
- Annex 2: Erodium neuradifolium Delile   (Geraniàcies)
- Annex 1: Erodium sanguis-christi Sennen  (Geraniàcies)
- Annex 2: Euphorbia palustris L.  (Euforbiàcies)
- Annex 2: Ferula loscosii (Lange) Willk.  (Apiàcies)
- Annex 1: Festuca paucispicula Fuente & Sánchez-Mata  (Poàcies)[nb 1]
- Annex 2: Filago lusitanica (Samp.) P. Silva  (Asteràcies)[nb 1]
- Annex 1: Gagea pratensis (Pers.) Dumort.  (Liliàcies)
- Annex 2: Gagea reverchonii Degen  (Liliàcies)[nb 1]
- Annex 2: Galatella aragonensis (Asso) Nees   (Asteràcies)[nb 1]
- Annex 2: Galium scabrum L.  (Rubiàcies)
- Annex 1: Gentiana angustifolia Vill. subsp. angustifolia  (Gencianàcies)
- Annex 1: Gentiana pneumonanthe L.  (Gencianàcies)[nb 2]
- Annex 1: Geranium divaricatum Ehrh.  (Geraniàcies)[nb 1]
- Annex 2: Geranium lanuginosum Lam.  (Geraniàcies)
- Annex 1: Gymnadenia odoratissima (L.) Rich.  (Orquidàcies)[nb 2]
- Annex 1: Gypsophila tomentosa L.  (Cariofil·làcies)
- Annex 2: Halimium halimifolium (L.) Willk.  (Cistàcies)
- Annex 2: Hesperis laciniata All.  (Brassicàcies)[nb 1]
- Annex 2: Hieracium queraltense de Retz  (Asteràcies)
- Annex 2: Hieracium recoderi de Retz  (Asteràcies)
- Annex 1: Hieracium vinyasianum Font Quer  (Asteràcies)[nb 2]
- Annex 1: Hippuris vulgaris L.  (Hippuridàcies)
- Annex 1: Holandrea schottii (Besser ex DC.) Reduron, Charpin & Pimenov   (Apiàcies)
- Annex 1: Hydrocharis morsus-ranae L.  (Hidrocaritàcies)
- Annex 1: Hydrocotyle vulgaris L.  (Apiàcies)
- Annex 1: Hypericum elodes L.  (Gutíferes)
- Annex 2: Hypericum linariifolium Vahl  (Gutíferes)
- Annex 2: Iris xiphium L.  (Iridàcies)
- Annex 2: Isoetes durieui Bory  (Isoetàcies)
- Annex 2: Isoetes setaceum Lam.  (Isoetàcies)
- Annex 2: Isoetes velatum A. Braun subsp. velatum  (Isoetàcies)
- Annex 1: Jasione sessiliflora Boiss. & Reut.  (Campanulàcies)[nb 1]
- Annex 2: Juncus heterophyllus Dufour  (Juncàcies)[nb 1]
- Annex 2: Juncus pyrenaeus Timb.-Lagr. & Jeanb.  (Juncàcies)
- Annex 2: Juniperus phoenicea L. subsp. turbinata (Guss.) Nyman  (Cupressàcies)[nb 1]
- Annex 2: Juniperus thurifera L. subsp. thurifera  (Cupressàcies)[nb 1]
- Annex 2: Kosteletzkya pentacarpa (L.) Ledeb.  (Malvàcies)[nb 2]
- Annex 1: Lappula deflexa (Wahlenb.) Cesati  (Boraginàcies)
- Annex 1: Lemna trisulca L.  (Aràcies)[nb 1]
- Annex 2: Leontodon crispus Vill. subsp. crispus  (Asteràcies)[nb 1]
- Annex 2: Leontopodium alpinum Cass. subsp. alpinum  (Asteràcies)
- Annex 2: Limoniastrum monopetalum (L.) Boiss.  (Plumbaginàcies)
- Annex 2: Limonium auriculae-ursifolium (Pourr.) Druce  (Plumbaginàcies)[nb 1]
- Annex 2: Limonium bellidifolium (Gouan) Dumort. (Plumbaginàcies)
- Annex 1: Limonium catalaunicum (Willk. & Costa) Pignatti  (Plumbaginàcies)
- Annex 1: Limonium costae (Willk.) Pignatti  (Plumbaginàcies)
- Annex 2: Limonium densissimum (Pignatti) Pignatti  (Plumbaginàcies)
- Annex 2: Limonium geronense Erben  (Plumbaginàcies)
- Annex 2: Limonium gibertii (Sennen) Sennen  (Plumbaginàcies)
- Annex 2: Limonium girardianum (Guss.) Fourr.  (Plumbaginàcies)
- Annex 2: Limonium latebracteatum Erben  (Plumbaginàcies)
- Annex 2: Limonium tournefortii (Boiss.) Erben  (Plumbaginàcies)
- Annex 2: Limonium tremolsii (Rouy) Guinea & Ceballos  (Plumbaginàcies)
- Annex 1: Limonium vigoi L. Sáez, Curcó & Rosselló  (Plumbaginàcies)
- Annex 2: Linaria oblongifolia (Boiss.) Boiss. & Reut. subsp. aragonensis (Lange) D.A. Sutton  (Escrofulariàcies)
- Annex 1: Linaria oligantha Lange subsp. oligantha  (Plantaginàcies)[nb 1]
- Annex 2: Lithodora oleifolia (Lapeyr.) Griseb.  (Boraginàcies)
- Annex 2: Lonicera biflora Desf.  (Caprifoliàcies)
- Annex 2: Lotus conimbricensis Brot.  (Fabàcies)[nb 1]
- Annex 2: Lotus parviflorus Desf.  (Fabàcies)[nb 1]
- Annex 1: Luronium natans (L.) Rafin.  (Alismatàcies)
- Annex 2: Lycopodium clavatum L.  (Licopodiàcies)
- Annex 1: Maianthemum bifolium (L.) F.W. Schmidt  (Conval·lariàcies)[nf 1]
- Annex 2: Maresia nana (DC.) Batt.  (Brassicàcies)
- Annex 1: Marsilea quadrifolia L.  (Marsileàcies)
- Annex 1: Marsilea strigosa Willd.  (Marsileàcies)
- Annex 2: Matthiola valesiaca J. Gay ex Boiss.  (Brassicàcies)
- Annex 2: Melampyrum catalaunicum Freyn  (Escrofulariàcies)
- Annex 2: Menyanthes trifoliata L.  (Meniantàcies)
- Annex 1: Microcnemum coralloides (Loscos & J. Pardo) Buen  (Quenopodiàcies)
- Annex 2: Minuartia villarii (Balbis) Wilczek & Chevenard  (Cariofil·làcies)
- Annex 2: Moricandia moricandioides (Boiss.) Heywood subsp. cavanillesiana (Font Quer & A. Bolòs) Greuter & Burdet  (Brassicàcies)
- Annex 2: Myriolimon ferulaceum (L.) Lledó, Erben & M.B. Crespo   (Plumbaginàcies)[nb 1]
- Annex 2: Najas marina L.  (Najadàcies)
- Annex 2: Nepeta tuberosa L.  (Lamiàcies)[nb 1]
- Annex 2: Ononis ornithopodioides L.  (Fabàcies)
- Annex 2: Ophioglossum azoricum C. Presl.  (Ofioglossàcies)[nb 1]
- Annex 1: Oplismenus undulatifolius (Ard.) Roem. & Schult.  (Poàcies)
- Annex 1: Orchis cazorlensis Lacaita  (Orquidàcies)[nb 1]
- Annex 2: Orchis palustris Jacq.  (Orquidàcies)
- Annex 1: Orchis spitzelii Sauter ex W.D.J. Koch  (Orquidàcies)
- Annex 1: Orobanche foetida Poir.  (Orobancàcies)[nb 1]
- Annex 2: Oxytropis lapponica (Wahlenb.) J. Gay  (Fabàcies)[nb 1]
- Annex 2: Pedicularis comosa L. subsp. asparagoides (Lapeyr.) P. Fourn.  (Escrofulariàcies)
- Annex 2: Pedicularis tuberosa L.  (Escrofulariàcies)
- Annex 1: Pellaea calomelanos (Sw.) Link  (Sinopteridàcies)[nf 2]
- Annex 2: Petrocoptis pardoi Pau   (Cariofil·làcies)
- Annex 2: Phleum arenarium L.  (Poàcies)[nb 1]
- Annex 1: Phyllodoce caerulea (L.) Bab.  (Ericàcies)
- Annex 2: Pimpinella tragium Vill.  (Apiàcies)
- Annex 2: Pinguicula dertosensis (Cañig.) Mateo & M.B. Crespo  (Lentibulariàcies)
- Annex 1: Plantago cornuti Gouan  (Plantaginàcies)
- Annex 2: Plantago loeflingii Loefl. ex L. (Plantaginàcies)
- Annex 2: Polygonum robertii Loisel.  (Poligonàcies)[nb 1]
- Annex 1: Polygonum romanum Jacq. subsp. gallicum (Raffaelli) Raffaelli & L. Villar  (Poligonàcies)
- Annex 1: Potamogeton gramineus L.  (Potamogetonàcies)[nb 1]
- Annex 2: Potamogeton lucens L.  (Potamogetonàcies)[nb 1]
- Annex 2: Potamogeton natans L.  (Potamogetonàcies)[nb 1]
- Annex 2: Potamogeton perfoliatus L. (Potamogetonàcies)[nb 1]
- Annex 2: Potamogeton polygonifolius Pourr.  (Potamogetonàcies)[nb 1]
- Annex 2: Potamogeton praelongus Wulfen  (Potamogetonàcies)
- Annex 2: Potentilla pensylvanica L.  (Rosàcies)[nb 1]
- Annex 1: Prangos trifida (Mill.) Herrnst. & Heyn  (Apiàcies)[nb 1]
- Annex 2: Prospero obtusifolium (Poir.) Speta subsp. intermedium (Guss.) Soldano & F. Conti (Hiacintàcies)[nb 1][nf 1]
- Annex 2: Prunus lusitanica L. subsp. lusitanica  (Rosàcies)[nb 1]
- Annex 2: Prunus prostrata Labill.  (Rosàcies)
- Annex 1: Ranunculus lingua L.  (Ranunculàcies)
- Annex 1: Ranunculus nodiflorus L.  (Ranunculàcies)
- Annex 2: Reseda jacquinii Rchb. subsp. litigiosa (Sennen & Pau) Abdallah & De Wit  (Resedàcies)[nb 2]
- Annex 2: Rhinanthus angustifolius C.C. Gmel.  (Orobancàcies)[nb 1]
- Annex 1: Rochelia disperma (L. fil.) C. Koch subsp. disperma   (Boraginàcies)[nb 2]
- Annex 1: Rorippa amphibia (L.) Besser  (Brassicàcies)
- Annex 2: Rumex hydrolapathum Huds.  (Poligonàcies)
- Annex 2: Salicornia emerici Duval-Jouve  (Quenopodiàcies)
- Annex 2: Salix daphnoides Vill.  (Salicàcies)
- Annex 2: Salix foetida Schleich.  (Salicàcies)[nb 2]
- Annex 2: Salix hastata L.  (Salicàcies)[nb 1]
- Annex 2: Salix lapponum L.  (Salicàcies)
- Annex 2: Salix tarraconensis Pau  (Salicàcies)
- Annex 2: Salvia valentina Vahl  (Lamiàcies)[nb 1]
- Annex 2: Saponaria bellidifolia Sm.  (Cariofil·làcies)
- Annex 1: Saponaria glutinosa M. Bieb.  (Cariofil·làcies)[nb 1]
- Annex 2: Sarcocornia perennis (Mill.) A.J. Scott subsp. alpini (Lag.) Castrov.  (Quenopodiàcies)
- Annex 2: Saxifraga aretioides Lapeyr.  (Saxifragàcies)
- Annex 2: Saxifraga catalaunica Boiss. & Reut.  (Saxifragàcies)
- Annex 2: Saxifraga fragosoi Sennen   (Saxifragàcies)
- Annex 2: Saxifraga genesiana P. Vargas  (Saxifragàcies)
- Annex 2: Saxifraga vayredana Luizet  (Saxifragàcies)
- Annex 2: Scirpus sylvaticus L.  (Ciperàcies)
- Annex 2: Scorzonera humilis L.  (Asteràcies)
- Annex 2: Scrophularia pyrenaica Benth.  (Escrofulariàcies)
- Annex 1: Scutellaria galericulata L.  (Lamiàcies)
- Annex 1: Senecio aquaticus Hill  (Asteràcies)[nb 2]
- Annex 2: Senecio auricula Coss. subsp. sicoricus (O. Bolòs & Vigo) Ascaso & Pedrol  (Asteràcies)
- Annex 1: Seseli farrenyi Molero & Pujadas  (Apiàcies)
- Annex 2: Sideritis bubanii Font Quer  (Lamiàcies)
- Annex 2: Silaum silaus (L.) Schinz & Thell.  (Apiàcies)
- Annex 2: Silene legionensis Lag.  (Cariofil·làcies)[nb 1]
- Annex 1: Silene ramosissima Desf.  (Cariofil·làcies)[nb 2]
- Annex 2: Silene sedoides Poir.  (Cariofil·làcies)
- Annex 1: Silene sennenii Pau  (Cariofil·làcies)
- Annex 1: Simethis mattiazzi (Vandelli) G. López & C.H. Jarvis  (Antericàcies)[nf 1]
- Annex 1: Sonchus crassifolius Pourr. ex Willd.  (Asteràcies)
- Annex 1: Spiraea crenata L. subsp. parvifolia (Pau) Romo  (Rosàcies)
- Annex 2: Spiranthes aestivalis (Poir.) Rich.  (Orquidàcies)
- Annex 1: Spirodela polyrrhiza (L.) Schleid.  (Aràcies)[nb 1]
- Annex 1: Stachys maritima Gouan  (Lamiàcies)
- Annex 1: Sternbergia colchiciflora Waldst. & Kit.  (Amaril·lidàcies)
- Annex 2: Stuckenia filiformis (Pers.) Börner  (Potamogetonàcies)[nb 1]
- Annex 2: Succowia balearica (L.) Medik.  (Brassicàcies)
- Annex 2: Tamarix boveana Bunge  (Tamaricàcies)
- Annex 1: Taraxacum stenospermum Sennen  (Asteràcies)
- Annex 1: Teucrium campanulatum L.  (Lamiàcies)[nb 1]
- Annex 2: Thalictrum lucidum L.  (Ranunculàcies)[nb 1]
- Annex 1: Thalictrum maritimum Dufour  (Ranunculàcies)[nb 2]
- Annex 1: Thelypteris palustris Schott  (Telipteridàcies)
- Annex 2: Thymus loscosii Willk.  (Lamiàcies)
- Annex 2: Thymus willkommii Ronniger  (Lamiàcies)
- Annex 2: Triglochin bulbosum L. subsp. barrelieri (Loisel.) Rouy  (Juncaginàcies)
- Annex 2: Utricularia australis R. Br.  (Lentibulariàcies)
- Annex 2: Utricularia minor L.  (Lentibulariàcies)
- Annex 2: Vaccinium vitis-idaea L.  (Ericàcies)[nb 1]
- Annex 1: Vella aspera Pers.  (Brassicàcies)
- Annex 1: Verbena supina L.  (Verbenàcies)
- Annex 2: Veronica scutellata L.  (Escrofulariàcies)
- Annex 2: Vicia argentea Lapeyr.  (Fabàcies)[nb 1]
- Annex 2: Viola parvula Tineo  (Violàcies)
- Annex 2: Woodsia alpina (Bolton) S.F. Gray  (Woodsiàcies)
- Annex 1: Woodsia pulchella Bertol.  (Woodsiàcies)
- Annex 1: Zostera marina L.  (Zosteràcies)[nb 1]
- Annex 2: Zygophyllum album L.  (Zigofil·làcies)[nb 2]